# Wim Van Huffel
Wim Van Huffel (Oudenaarde, 28 maggio 1979) è un ex ciclista su strada belga.
Professionista tra il 2002 ed il 2010, conta la vittoria di una Hel van het Mergelland.

## Carriera
Ottenne un solo successo da professionista, la Hel van het Mergelland nel 2003. Tra i piazzamenti distaccano alcuni terzi posti: prima tappa del Tour de Wallonie nel 2003 e quarta tappa del Critérium du Dauphiné Libéré nel 2005. Partecipò a quattro edizioni del Giro d'Italia, una della Vuelta a España e una dei mondiali.

## Palmarès
- 2003

Hel van het Mergelland

### Altri successi
- 2007

Classifica scalatori Volta ao Algarve

## Piazzamenti

### Grandi Giri
- Giro d'Italia

2005: 11º
2006: 17º
2007: non partito (15ª tappa)
2008: 38º
- Vuelta a España

2007: 26º

### Classiche monumento
- Giro delle Fiandre

2004: 71º
- Liegi-Bastogne-Liegi

2005: 24º
2007: 50º
- Giro di Lombardia

2006: 60º
2007: 57º
2008: 63º

### Competizioni mondiali
- Campionati del mondo

Verona 2004 - In linea: ritirato